# Wełnopol
Przędzalnia Czesankowa Wełnopol S.A. – zakład przemysłowy w Częstochowie istniejący w latach 1886-2005. Budynki fabryczne położone są w dzielnicy Trzech Wieszczów.

## Historia
W 1886 r. powstała Gręplarnia i przędzalnia wełny Peltzer i synowie w Częstochowie. W 1897 r. utworzono garbarnie i farbiarnie skór baranich. Towarzystwo Akcyjne Przemysłu Włókienniczego w Częstochowie stanowiące oddziały Francuskiej Spółki Akcyjnej z siedzibą w Paryżu posiadało dwie fabrykiː gręplarnię (czesalnię), przędzalnię i farbiarnię wełny oraz garbarnię skór baranich. Obie były położone w Częstochowie przy ul. Stradomskiej 19/21 (niektóre źródła podają ul. Stradomską 13/17), obecna ul. 1 Maja. 
Czesalnia, przędzalnia i farbiarnia wełny istniały od 1887 r., a garbarnia skór od 1897 r. Stanowiły one własność spółki Peltzer i synowie, która w końcu 1910 r. została przekształcona w spółkę akcyjną pod nazwą Towarzystwo Akcyjne Przemysłu Włókienniczego w Częstochowie. 8 lutego 1905 roku w fabryce miał miejsce strajk powszechny. Przędzalnia zatrudniała wówczas około 1800 pracowników. Podczas I wojny światowej z fabryki wywieziono 8 motorów elektrycznych, 18 maszyn z warsztatów mechanicznych, 8 kotłów miedzianych z farbiarni, wszystkie pasy transmisyjne, 31 ton części miedzianych, brązowych, aluminiowych i innych. Ogólną wartość poniesionych strat oszacowano na 10 600 000 franków francuskich.
Francuska spółka akcyjna była oddziałem spółki akcyjnej "Societe Anonyme de la Industrie Textile" z siedzibą w Paryżu i działała w Polsce na podstawie postanowienia Ministrów Przemysłu i Handlu oraz Skarbu z 26 listopada 1923 r. W 1930 r. kapitał spółki wynosił 36 000 000 franków, zatrudniano 1957 pracowników. Prezesem zarządu spółki był Rene Peltzer mieszkający w Paryżu, a administratorem zarządzającym przedsiębiorstwem w Częstochowie był Leon de Hagen.

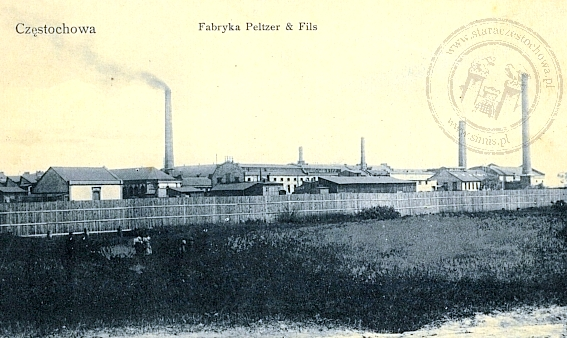
Fabryka około 1906 roku

W 1942 r. zakład kupiła od Francuzów niemiecka firma Hasag - Hugo Schneidera z Lipska. Zapłaciła 2,15 mln marek i rozpoczęła produkcję amunicji. W fabryce pracowali w większości Żydzi z getta. Po jego likwidacji w 1943 r., skoszarowano ich na terenie fabryki. 
W 1946 r. uruchomiono fabrykę pod nazwą Stradomskie Zakłady Przemysłu Wełnianego im. 1 Maja w Częstochowie. W 1970 r. pojawiła się nazwa Przędzalnia Czesankowa "Wełnopol". Po 1998 r. fabryka przestała funkcjonować, a budynki fabryczne zaczęły popadać w ruinę. Po 2005 r. zostały zakupione przez firmy szwalnicze Limar Sp. z o.o., Dantex i Back.Up.Poland.

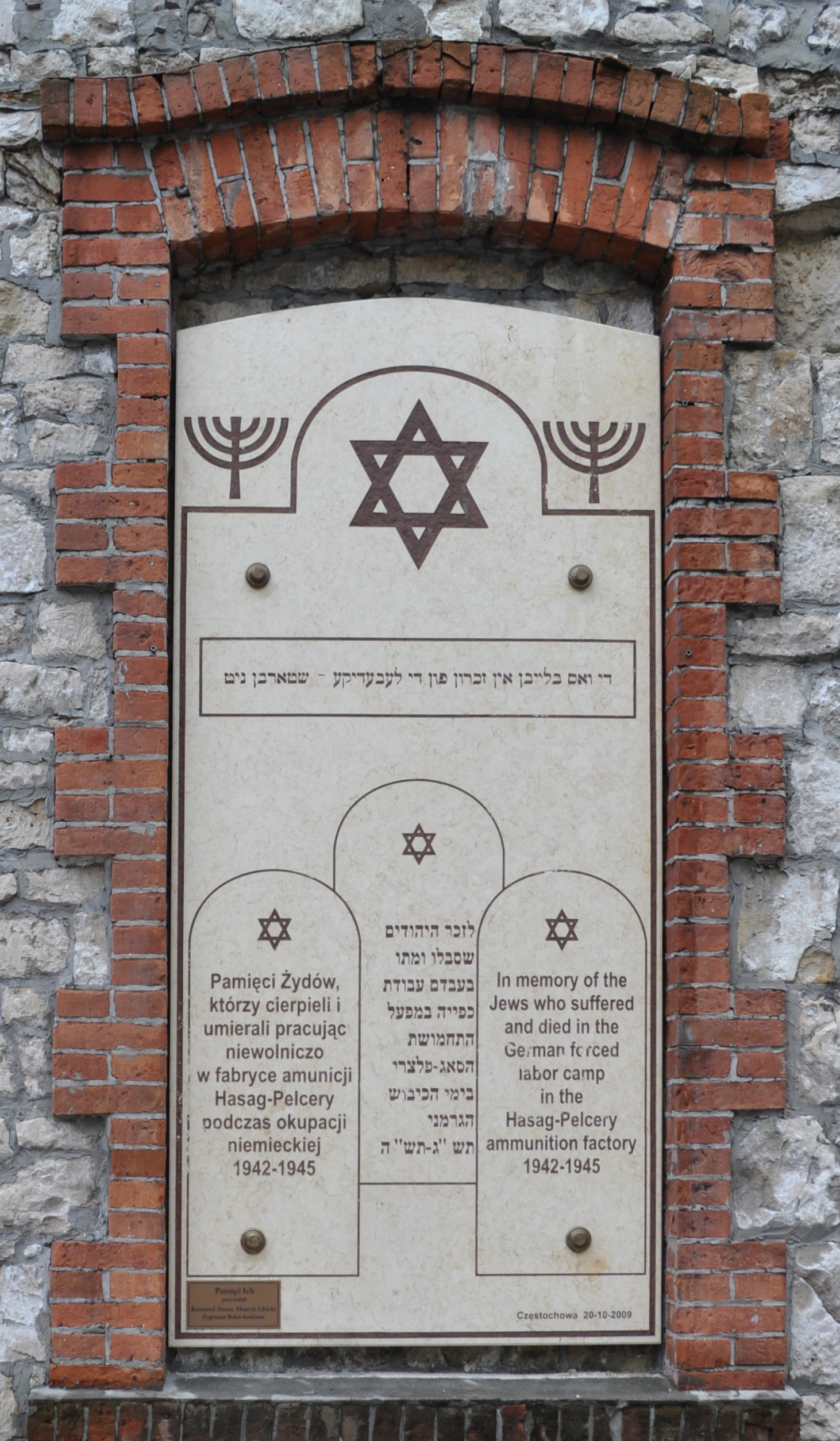
Tablica upamiętniająca Żydów pracujących przymusowo w fabryce

W 1899 r. grupa pracowników fabryki założyła spółdzielnię Towarzystwo Spożywcze "Pomoc".
Część obiektów dawnego zakładu wpisano do rejestru zabytków 29 maja 2024 (nr rej. A/1408/24).